# Liste der Bodendenkmäler in Ettenstatt
Auf dieser Seite sind die Bodendenkmäler in der mittelfränkischen Gemeinde Ettenstatt zusammengestellt. Diese Tabelle ist eine Teilliste der Liste der Bodendenkmäler in Bayern. Grundlage ist die Bayerische Denkmalliste, die auf Basis des Bayerischen Denkmalschutzgesetzes vom 1. Oktober 1973 erstmals erstellt wurde und seither durch das Bayerische Landesamt für Denkmalpflege geführt wird. Die folgenden Angaben ersetzen nicht die rechtsverbindliche Auskunft der Denkmalschutzbehörde.

## Bodendenkmäler nach Gemarkung

### Ettenstatt
| Beschreibung des Bodendenkmals | Koordinaten                    | Denkmalnummer | Bild                                  |
| --- | ------------------------------ | ------------- | ------------------------------------- |
| Siedlung der Stichbandkeramik, der Oberlauterbacher Gruppe und der Spätlatènezeit | 49° 4′ 34″ N, 11° 2′ 16,6″ O   | D-5-6932-0121 |                                       |
| Siedlung vorgeschichtlicher Zeitstellung | 49° 5′ 4,2″ N, 11° 3′ 19,6″ O  | D-5-6932-0123 |                                       |
| Siedlung der Linearbandkeramik, der Stichbandkeramik, der Großgartacher und Oberlauterbacher Gruppe sowie der Bronze-, Urnenfelder- und Spätlatènezeit und vermutlich Gräber der Bronzezeit | 49° 5′ 30,3″ N, 11° 3′ 57,3″ O | D-5-6932-0125 |                                       |
| Mittelalterlicher Burgstall (Burgstall Ettenstatt) | 49° 4′ 52,5″ N, 11° 3′ 35″ O   | D-5-6932-0126 |                                       |
| Untertägige Bestandteile der mittelalterlichen evangelisch-lutherischen Pfarrkirche Sankt Johannes der Täufer und Vorgängerbau                                                              | 49° 4′ 42,7″ N, 11° 3′ 23,7″ O | D-5-6932-0246 | Pfarrkirche Sankt Johannes der Täufer |
| Turmhügel des Mittelalters | 49° 5′ 11,6″ N, 11° 3′ 55,7″ O | D-5-6932-0372 |                                       |

### Hundsdorf
| Beschreibung des Bodendenkmals           | Koordinaten                    | Denkmalnummer | Bild |
| ---------------------------------------- | ------------------------------ | ------------- | ---- |
| Vermutlich römische Feldwache            | 49° 3′ 7,4″ N, 11° 2′ 40,8″ O  | D-5-6932-0129 |      |
| Siedlung der Bronzezeit                  | 49° 3′ 5,4″ N, 11° 2′ 51,4″ O  | D-5-6932-0131 |      |
| Neolithische Siedlung                    | 49° 3′ 56,6″ N, 11° 3′ 41,2″ O | D-5-6932-0132 |      |
| Wachtposten WP 14/41 des rätischen Limes | 49° 2′ 38,8″ N, 11° 3′ 36,2″ O | D-5-6932-0164 |      |
| Wachtposten WP 14/40 des rätischen Limes | 49° 2′ 50″ N, 11° 3′ 15,2″ O   | D-5-6932-0194 |      |
| Wachtposten WP 14/37 des rätischen Limes | 49° 3′ 32,2″ N, 11° 2′ 13,9″ O | D-5-6932-0213 |      |
| Wachtposten WP 14/38 des rätischen Limes | 49° 3′ 15″ N, 11° 2′ 37,2″ O   | D-5-6932-0214 |      |
| Wachtposten WP 14/39 des rätischen Limes | 49° 3′ 3,7″ N, 11° 2′ 53,1″ O  | D-5-6932-0215 |      |

### Reuth unter Neuhaus
| Beschreibung des Bodendenkmals                                                             | Koordinaten                    | Denkmalnummer | Bild |
| ------------------------------------------------------------------------------------------ | ------------------------------ | ------------- | ---- |
| Vermutlich neolithische Siedlung                                                           | 49° 5′ 7,5″ N, 11° 6′ 4,8″ O   | D-5-6932-0133 |      |
| Untertägige mittelalterliche Bestandteile der evangelisch-lutherischen Kirche Sankt Rupert | 49° 5′ 15,9″ N, 11° 5′ 45,3″ O | D-5-6932-0259 |      |